# Marjorie Bennett

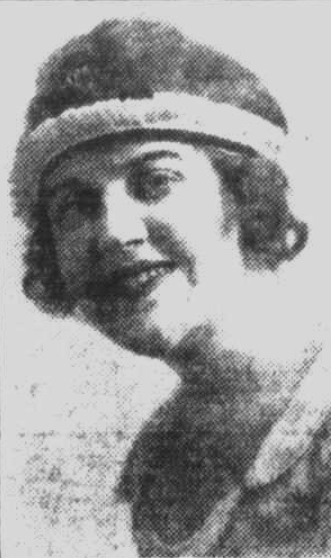
Marjorie Bennett (1922)

Marjorie Bennett (* 15. Januar 1896 in York, Western Australia; † 14. Juni 1982 in Hollywood, Los Angeles, Vereinigte Staaten) war eine australische Schauspielerin.

## Leben
Bennet wuchs als jüngere Schwester der Stummfilm-Schauspielerin Enid Bennett auf und stand neben dieser 1917 in The Girl, Glory das erste Mal vor der Kamera. Im darauf folgenden Jahr war sie in drei weiteren Stummfilmen zu sehen, worauf sie sich jedoch zunächst vom Filmgeschäft zurückzog. In den folgenden Jahrzehnten trat sie als Bühnenschauspielerin auf.
1946 kehrte sie mit einer kleinen Nebenrolle im Basil-Rathbone-Sherlock-Holmes-Film Jagd auf Spieldosen auf die Leinwand zurück und hatte im darauf folgenden Jahr in Charles Chaplins Oscar-nominiertem Spielfilm Monsieur Verdoux – Der Frauenmörder von Paris eine Nebenrolle. Aufgrund ihres Äußeren war sie auf Rollen der Hausdame, des Dienstmädchens und später der würdigen alten Dame festgelegt, als solche trat sie in einigen Abbott-und-Costello-Komödien, in Billy Wilders Sabrina sowie den Musicalverfilmungen Mary Poppins und My Fair Lady auf. Größere Rollen hatte sie unter anderem in Robert Aldrichs Drama Was geschah wirklich mit Baby Jane? sowie in den Don-Siegel-Filmen Coogans großer Bluff und Der große Coup. In vielen ihrer zahlreichen Spielfilme blieb sie jedoch im Abspann ungenannt. Im Disney-Zeichentrickfilm 101 Dalmatiner hatte sie eine Sprechrolle.
Neben ihrer Filmkarriere war Bennet auch in vielen Fernsehproduktionen zu sehen. Zwischen 1954 und 1957 spielte sie die wiederkehrende Gastrolle der Birdie Brockway in Lassie, in Gastrollen wirkte sie unter anderem in 77 Sunset Strip, Kobra, übernehmen Sie und Kojak – Einsatz in Manhattan mit.

## Filmografie (Auswahl)

### Film
- 1917: The Girl, Glory
- 1918: The Midnight Patrol
- 1918: Hugon, the Mighty
- 1918: Naughty, Naughty!
- 1946: Jagd auf Spieldosen (Dressed to Kill)
- 1947: Monsieur Verdoux – Der Frauenmörder von Paris (Monsieur Verdoux)
- 1948: Der Herr der Silberminen (Silver River)
- 1948: Die Braut des Monats (June Bride)
- 1949: Blondes Gift (Flaxy Martin)
- 1949: Tödlicher Sog (Undertow)
- 1950: Vorposten in Wildwest (Two Flags West)
- 1950: Mordsache: Liebe (Perfect Strangers)
- 1950: Verliebt, verlobt, verheiratet (Peggy)
- 1951: Lightning Strikes Twice
- 1952: Rampenlicht (Limelight)
- 1952: Die Stahlfalle (The Steel Trap)
- 1953: Abbott und Costello gegen Dr. Jekyll und Mr. Hyde (Abbott and Costello Meet Dr. Jekyll and Mr. Hyde)
- 1954: Sabrina
- 1955: Man soll nicht mit der Liebe spielen (Young at Heart)
- 1955: Rattennest (Kiss Me Deadly)
- 1955: Das Haus am Strand (Female on the Beach)
- 1956: Herbststürme (Autumn Leaves)
- 1960: Zwei in einem Zimmer (The Rat Race)
- 1960: Frankie und seine Spießgesellen (Ocean’s Eleven)
- 1961: 101 Dalmatiner (One Hundred and One Dalmatians)
- 1961: Massaker im Morgengrauen (A Thunder of Drums)
- 1962: Noch Zimmer frei (The Notorious Landlady)
- 1962: Was geschah wirklich mit Baby Jane? (What Ever Happened to Baby Jane?)
- 1963: Vier für Texas (4 for Texas)
- 1963: Promises! Promises!
- 1964: Er kam nur nachts (The Night Walker)
- 1964: Mary Poppins
- 1964: My Fair Lady
- 1965: Das Familienjuwel (The Family Jewels)
- 1965: 36 Stunden (36 Hours)
- 1966: Billy the Kid vs. Dracula
- 1968: Coogans großer Bluff (Coogan’s Bluff)
- 1973: Der große Coup (Charley Varrick)
- 1974: Giganten am Himmel (Airport 1975)

### Fernsehen
- 1954–1957: Lassie
- 1957: Alfred Hitchcock präsentiert (Alfred Hitchcock Presents)
- 1960: 77 Sunset Strip
- 1960: Twilight Zone (The Twilight Zone)
- 1962: Kein Fall für FBI (The Detectives)
- 1964: Tausend Meilen Staub (Rawhide)
- 1968: Die Leute von der Shiloh Ranch (The Virginian)
- 1970: Kobra, übernehmen Sie (Mission: Impossible)
- 1976: Kojak – Einsatz in Manhattan (Kojak)
- 1976: Sherlock Holmes in New York
- 1977: CHiPs